# Alois Ocks
Alois Ocks (* 1871 in Mariental, Russisches Kaiserreich; † 5. Dezember 1937 in Oral, Sowjetunion) war ein russlanddeutscher römisch-katholischer Geistlicher und Märtyrer.

## Leben
Alois Ocks wuchs im Bistum Tiraspol auf. Er studierte Theologie am Priesterseminar Saratow und wurde 1894 zum Priester geweiht. Die Stationen seines Wirkens waren: Pfarrverweser in Krasna, 1901 Pfarrer in Marienfeld (Odessa), Leichtling, Josefstal (Skripalevo, Wolgagebiet) (1924–1930). Am 3. Mai 1930 wurde er in Nowosibirsk verhaftet, am 6. Juni 1931 zu 3 Jahren KZ verurteilt und in Abmilderung des Urteils nach Nordrussland deportiert. Nach seiner Entlassung aus dem Exil lebte er in Oral. Dort wurde er 1937 erneut festgenommen und am 5. Dezember 1937 zum Tode verurteilt. Die sofortige Vollstreckung ist wahrscheinlich.

## Gedenken
Die Römisch-katholische Kirche in Deutschland nahm Pfarrer Alois Ocks als Märtyrer in das deutsche Martyrologium des 20. Jahrhunderts auf.